# Thomas Haberer
Thomas Haberer (* 8. Januar 1984 in Bozen) ist ein deutscher Moderator und Journalist aus Südtirol, Italien, der auch als Sänger und Schauspieler tätig ist.

## Leben
Haberer stammt aus einer musikalischen Familie: sein Vater Luis Haberer und sein Onkel Walter Haberer musizieren seit vielen Jahrzehnten. Sein Bruder Martin Haberer (alias MAEXX) ist DJ und Produzent. Thomas Haberer stand bereits mit fünf Jahren das erste Mal auf der Bühne. Seitdem wirkte er in verschiedenen Theater-, TV- und Filmproduktionen sowie Musicals mit. Er spielte unter anderem die Hauptrolle in „Der Berg ruft!“ von Wolfgang Ambros und war zuvor als Jugendlicher lange Zeit als Jongleur und Entertainer unterwegs.
In jungen Jahren besuchte Haberer über Jahre eine Musikschule und nahm Unterricht in Gesang, Klavier, Keyboards, E-Bass und Musiklehre. Außerdem nahm er Privatunterricht in Schauspiel (u. a. bei Christoph Hilger, Hochschule für Film und Fernsehen Potsdam) und Stimmbildung (u. a. bei Monika Ballwein in Wien), besuchte Coachings bei RTL (Peter Kloeppel) und absolvierte eine journalistische Ausbildung. 2005 rief er das „New Talents Festival“ (zur Förderung junger musikalischer Talente) ins Leben, welches er mit Freunden selbst konzipierte und moderierte. Als Moderator präsentiert Haberer verschiedene Events, wie Preisverleihungen, Musikveranstaltungen und Galas. Von 2005 bis 2008 moderierte er zudem das Jugendmagazin Klick im TV-Sender RAI. Ab 2010 präsentierte er als Moderator und Produzent Eventvideos auf der Internet-Nachrichtenseite STOL.it und war als Reporter für Servus TV unterwegs.
Bei den Vereinigten Bühnen Bozen stand Haberer in Glaube Liebe Hoffnung (Ödön von Horváth) und dem Musical Jesus Christ Superstar auf der Bühne. In der Spielzeit 2006/07 war er in der Eröffnungsproduktion Was ihr wollt von William Shakespeare im Stadttheater Bozen und als Alex Cooper im Klassiker Die Welle zu sehen.
Ende April 2009 stand Haberer mit Veronica Ferres für den ARD-Film Rosannas Tochter (Regie: Franziska Buch, Produktion: Teamworx) in München vor der Kamera. Der Film wurde erstmals im November 2010 in der ARD ausgestrahlt.
Im Februar und Mai 2009 drehte er mit dem Regisseur Philipp Pamer für den Kinofilm Bergblut, wo er Kajetan Sweth verkörpert. Der Spielfilm feierte im Frühjahr 2010 in Südtirol Weltpremiere. Die Deutschlandpremiere folgte am 1. Juli beim Filmfest in München und gewann dort den Publikumspreis von Bayern3. Ab Jänner 2011 lief der Film in Österreich und Bayern in den Kinos. Auch in Shanghai und den USA wurde der Film vorgestellt.
Als Sänger wirkte Haberer unter anderem in Musicals, bei diversen Events und in verschiedenen Chören mit und singt auch nach wie vor zu verschiedenen Anlässen.
Haberer arbeitet auch hinter den Kulissen. So organisierte er beispielsweise mit seinem Team das größte Volkskulturfestival Europas, die Europeade, im Jahre 2010 in Bozen und 2005 das „New Talents Festival“ zur Förderung junger Talente (Gesang und Tanz). Außerdem produziert Haberer Imagefilme, TV-Beiträge und Reportagen mit seinem eigenen Unternehmen haberer media & entertainment, das auch in den Bereichen Kommunikation, Content- und Onlinemarketing sowie Projektmanagement tätig ist.
Seit 2006 engagiert sich Haberer ehrenamtlich für mehr Nachhaltigkeit und den Klimaschutz. Auch in mehreren Vereinen war und ist er ehrenamtlich tätig und ist seit 2015 im Gemeinderat von Terlan vertreten.

## Filmografie
- 2010: Rosannas Tochter
- 2010: Bergblut
- 2008: Der Bergdoktor
- 2006: Barbara (Kurzfilm)
- 2006: Die falsche Konfession (Kurzfilm)

## Theater
- 2007: Die Welle (Reinhold Tritt)
- 2006: Was ihr wollt (William Shakespeare)
- 2005: Glaube Liebe Hoffnung (Ödön von Horváth)

## Musicals
- 2005: Jesus Christ Superstar (Andrew Lloyd Webber)
- 2004: Freude (Kurt Gäble und Paul Nagler)
- 2003: Der Watzmann (Der Berg ruft!) von Wolfgang Ambros